# Château de Barjon
Le château de Barjon est un château moderne situé  à Barjon (Côte-d'Or) en Bourgogne-Franche-Comté .

## Localisation
Le château est situé à la limite sud du village en bordure de plateau d'où il surplombe le cours du Volgrain et la RD 19.

## Historique
En 1368, Étienne de Musigny tient la forteresse de Barjon de Jacques de Gransdson, seigneur de Pesmes, En 1413, le château appartient à De Bulligneville et vers 1450 à Nicolas Bouesseau, secrétaire du duc de Bourgogne. En 1500, il y reçoit l’assemblée de la chambre des comptes, pendant l’épidémie de peste à Dijon. Le 10 février 1505, il lègue à son fils Bénigne le fief de Barjon. Le château est ensuite divisé jusqu’en 1609 où Georges Martin de Choisey rachète à sa sœur sa part de propriété. A la fin du XVIIIe siècle, le château est réputé en ruines et on relève un devis de restauration de 1787[réf. souhaitée]. Olivier Berger, l'actuel propriétaire, est un passionné des vieilles pierres.

## Architecture
Le château actuel est constitué d'un corps de bâtiment dont la façade sud, ouverte sur la vallée, au sud, est bordée d’une terrasse. La façade nord est garnie de deux tours et le pignon oriental d’une tour rectangulaire coiffée d'un toit en pavillon. Elle est flanquée d’une tour semi-circulaire hors-œuvre, garnie de huit canonnières réparties sur trois niveaux[réf. souhaitée].